# Is There Something I Should Know?
Is There Something I Should Know? är Duran Durans åttonde singel, utgiven den 19 mars 1983. Den gick direkt in på engelska singellistans förstaplacering och blev gruppens dittills största framgång. I USA nådde den fjärde plats och såldes totalt i över en miljon exemplar. I England och Europa utgavs låten bara som singel, i USA inkluderades den på återutgivningen av gruppen första album Duran Duran.

## Låtlista
Singel (7")
1. "Is There Something I Should Know?" – 4:11
2. "Faith in This Colour" – 4:05

Maxisingel (12")
1. "Is There Something I Should Know? (Monster Mix)" – 6:40
2. "Faith in This Colour" – 4:05

CD-singel (Singles Box Set 1981–1985)
1. "Is There Something I Should Know?" – 4:11
2. "Faith in This Colour" – 4:05
3. "Is There Something I Should Know? (Monster Mix)" – 6:40
4. "Faith in This Colour (Alternate Slow Mix)" – 4:05

## Listplaceringar
| Lista (1982–1984) | Topplacering |
| ----------------- | ------------ |
| Nederländerna     | 24           |
| Norge             | 10           |
| Nya Zeeland       | 5            |
| Schweiz           | 7            |
| Storbritannien    | 1            |
| Sverige           | 16           |